# Agustí Zacarés i Romaguera
Agustí Zacarés i Romaguera és un arqueòleg, escriptor i polític valencià, líder del partit Poble Democràtic.
Es va llicenciar en Geografia i Història en la Universitat de València (UV). Durant la seua etapa universitària, Zacarés va formar part del consell de govern de la UV, des del sindicat Valencia universitaria, on va promoure la mobilitat d'estudiants com a voluntaris en ONG europees. Ha estat vinculat a diverses associacions i entitats culturals valencianistes de tipus blaver, com a membre o col·laborador per mitjà de conferències i cursos. En 2010 rebé del Grup Cultural Il·licità Tonico Sansano el premi Palma Dorada al valencianisme juvenil. En l'Institut d'Estudis Valencians va impartir el programa «El valencianisme de principis de s.XX» dins del curs «Viage per l'historia de Valencia».
Zacarés va ser el president de l'entitat cívica i social Convenció Valencianista 2012, que va ser precursora del partit polític Poble Democràtic, esdevingué responsable en cap del partit i es presentà com a cap de llista en les eleccions a les Corts Valencianes de 2015 per la circumscripció electoral de València. No hi va obtindre representació parlamentària. En 2017 obtingué el XVI Premi Federic Feases de novel·la per la seua obra H4QRS-Hackers, escrita en la normativa lingüística de la Real Acadèmia de Cultura Valenciana, les conegudes com a Normes del Puig.

## Obra literària
- 2014 - Clams de futur (coautor), Editorial L'Oronella - Foment de les Lletres Valencianes. ISBN 978-84-943192-1-1
- 2018 - H4QRS (Hackers), Editorial L'Oronella - Foment de les Lletres Valencianes. ISBN 978-84-948478-0-6